# Prosopogryllacris emdeni
Prosopogryllacris emdeni är en insektsart som först beskrevs av Heinrich Hugo Karny 1928.  Prosopogryllacris emdeni ingår i släktet Prosopogryllacris och familjen Gryllacrididae. Inga underarter finns listade i Catalogue of Life.